# Bewitched (album de Robert Fripp et Andy Summers)
Pour les articles homonymes, voir Bewitched.
Albums par Robert Fripp
I Advance Masked
(1982) God Save the King
(1985)
Albums par Andy Summers
I Advance Masked
(1982) XYZ
(1987)
Bewitched est le second album issu de la collaboration entre Robert Fripp, guitariste de King Crimson, et Andy Summers, guitariste des Police. Il est sorti en 1984.

## Historique
Fripp et Summers en viendront à enregistrer un deuxième album, Bewitched, en 1984. Contrairement à I Advance Masked, ce deuxième album est plus pop. Selon Summers, cette fois, l'album parlait de deux guitaristes hautement qualifiés et éduqués «se rencontrant chacun sur sa montagne et apprenant à travailler ensemble. Une grande partie du jeu de guitare dans ce genre de situation relève de la psychologie humaine. Comment tirer le meilleur parti de Robert Fripp en studio ? Et nous l'avons fait. C’est un disque équilibré.» Le seul single de l’album,Parade, a été soutenu par un vidéoclip, mais il n’a pas réussi à se classer.

## Titres

### Face 1
1. Parade – 3:01
2. What Kind of Man Reads Playboy? – 11:12
3. Begin the Day – 3:33

### Face 2
1. Train – 4:33
2. Bewitched – 3:53
3. Tribe – 3:23
4. Maquillage – 2:16
5. Guide – 2:34
6. Forgotten Steps – 3:57
7. Image and Likeness – 1:30

## Musiciens
- Robert Fripp : guitares, synthétiseurs, basse, percussions
- Andy Summers : guitares, synthétiseurs, basse, percussions
- Chris Childs : basse
- Sara Lee : basse
- Paul Beavis : batterie
- Chris Winter : saxophone
- Jesse Lota : tablas